# Peperomia schmidtii
Peperomia schmidtii är en pepparväxtart som beskrevs av C. Dc.. Peperomia schmidtii ingår i släktet peperomior, och familjen pepparväxter. Inga underarter finns listade i Catalogue of Life.